# Uggie
Uggie (ur. 2002; zm. 7 sierpnia 2015) – pies rasy Jack Russell terrier, który pojawił się w filmach Mr. Fix It oraz Woda dla słoni, a największą popularność zdobył dzięki występowi w obrazie Artysta, za który został uhonorowany nagrodą Palm Dog na Festiwalu Filmowym w Cannes w 2011 roku oraz nagrodą Palm Dog - Nagroda Wszech Czasów w 2020 roku

## Życiorys
Urodził się w 2002 roku. Omar Von Muller, treser zwierzęcy, zapobiegł wywiezieniu Uggiego do schroniska dla zwierząt, przygarniając go.
Pojawił się w produkcjach Mr. Fix It oraz Woda dla słoni (u boku Roberta Pattinsona i Reese Witherspoon), jednak prawdziwy rozgłos zyskał dzięki filmowi Artysta, gdzie wcielił się w Jacka. Dzięki temu, że jest to dzieło nieme, treser psa mógł wydawać mu polecenia w trakcie kręcenia poszczególnych scen. Według niektórych recenzentów, Uggie przyćmił głównych aktorów filmu – Jeana Dujardina i Bérénice Bejo – i sam stał się największą gwiazdą na ekranie. Na MFF w Cannes w 2011 roku otrzymał nagrodę Palm Dog, zaś w lutym 2012 roku został pierwszym w historii laureatem Złotej Obroży. Pojawił się także na czerwonym dywanie podczas 69. ceremonii wręczenia Złotych Globów.
W styczniu 2012 roku Von Muller zapowiedział, że po pojawieniu się na czerwonym dywanie podczas 84. ceremonii wręczenia Oscarów Uggie uda się na zasłużoną emeryturę. Na kilka dni przed galą poinformowano, że zwierzak nie został na nią zaproszony, jednak ostatecznie był obecny 26 lutego w Kodak Theatre i pojawił się na scenie, gdy Artysta został nagrodzony statuetką za najlepszy film, stając się tym samym pierwszym czworonogiem, który zagościł na czerwonym dywanie. Michel Hazanavicius, reżyser Artysty, odbierając Oscara, podziękował także Uggiemu, jako członkowi obsady. „Sądzę, że go to nie obchodzi. Nie jestem pewny, czy rozumie, to co mówię. Nie jest aż tak dobry, ale dziękuję” – powiedział.
Jeszcze przed ceremonią wręczania Nagród Akademii wystąpił w programie Jimmy Kimmel Live!, typując laureatów nagród.
Hazanavicius mówił o fenomenie Uggiego: „Po pierwszych pokazach widać było, że widzowie pokochali tego psa. Niemalże zdominował show. Wydaje mi się, że wiem, dlaczego jego postać jest ważna. Główny bohater nie jest bowiem aż tak sympatyczny, popełnia w filmie wiele błędów, lecz jego pies podąża za nim cały czas. Dlatego ludzie temu psu ufają”.
Uggie miał teraz występować jedynie w drugoplanowych lub niewielkich rolach. Jego przejście na emeryturę nie było bezpodstawne. Na krótko przed rozpoczęciem zdjęć do Artysty u psa pojawiły się objawy dziwnego schorzenia. Von Muller mówił o tym w wywiadzie dla „Daily Mail”: „Uggie cierpi na dziwne drżenie. Choć zdarza się, że psy tej rasy czasem mają drgawki, to, co występuje u Uggiego, nie jest normalne. Wydaliśmy już mnóstwo pieniędzy na lekarzy, próbując dowiedzieć się, co powoduje te dreszcze, ale eksperci nadal nie wiedzą. Wszystko, co weterynarze mogą nam powiedzieć po tych niezliczonych badaniach, prześwietleniach i testach, to stwierdzenie, że jest to problem neurologiczny i że on nie cierpi”.
Uggie został poddany eutanazji w wieku 13 lat 7 sierpnia 2015 roku po tym, jak rozwinął się u niego guz prostaty.

## Filmografia
- 2005: Pieskie życie (Life Is Ruff) jako Tycho
- 2005: Rockersi z South Central (Wassup Rockers) jako gryzący pies
- 2006: Mr. Fix It jako terier
- 2011: Woda dla słoni (Water for Elephants) jako Queenie
- 2011: Artysta (The Artist) jako Jack
- 2012: The Campaign jako on sam
- 2012: Key & Peele jako pies-rasista (odc. 9)
- 2013: Holiday Road Trip jako Scoots